# Karen Uhlenbeck
Karen Keskulla Uhlenbeck (ur. 24 sierpnia 1942 w Cleveland) – amerykańska matematyczka, profesor emeritus Uniwersytetu Teksańskiego w Austin, specjalizująca się w równaniach różniczkowych cząstkowych. Laureatka Nagrody Abela w 2019 roku – jako pierwsza kobieta. Członkini Amerykańskiej Akademii Sztuk i Nauk oraz National Academy of Sciences.

## Życiorys
Uhlenbeck ma korzenie estońskie i niemieckie – jej dziadek był Estończykiem urodzonym w Rydze, zaś babka Niemką. Karen dorastała w New Jersey i studiowała na Uniwersytecie Michigan. Doktorat pod kierunkiem Richarda Palais obroniła na Uniwersytecie Brandeisa w 1968.
W 1990 w Kioto wygłosiła wykład plenarny na Międzynarodowym Kongresie Matematyków. Była drugą kobietą w historii (po Emmy Noether w 1932), która została o to poproszona.